# Љубојна
Љубојна је  музичка група из Северне Македоније која изводи етно-музику.

## Састав
Групу "Љубојна" чини
- Оливер Јосифовски
- Вера Милошевска-Јосифовска (вокал)

## Стваралаштво
У 2016. години група је прославила петнаесту годишњицу са више концерата, укључујући и оне у Кини и Њујорку. Те исте године проглашена је за "супербренд". Почетком 2017. године, у студију "Подрум" снимљен је девети албум бенда "Радио Љубојна". На албуму Оливер Јосифовски, осам песама, укључујући: "Кратово преко Бразила", "Галичник воиа Нев Иорк", "Ја сам захвалан вашој дјевојци", "Немој устајати".
Група је 23. фебруара 2017. одржала концерт у Дому синдиката у Београду, где су представили девети албум "Радио Љубојна". Као гост на концерту Влатка Стефановског, Васил Хаџиманов и Џамбо Агушев.